# Бочкарёв, Михаил Васильевич
Михаил Васильевич Бочкарев (род. 5 сентября 1917, Дмитриева слобода, Муромского района, Владимирской области) — советский врач-интернист, доктор медицинских наук (1971), профессор (1973). Член КПСС (с 1941).

## Биография
В 1944 году окончил Военно-медицинскую академию имени С. М. Кирова в Ленинграде. С 1944 года военный врач. В 1951—1972 гг., научный сотрудник и доцент военно-медицинской академии им. С. М. Кирова в Ленинграде.
С 1972 года — заведующий кафедрой внутренних болезней Кишиневского медицинского института.
Соавтор 80-ти работ по пульмонологии и патологиям сердечно-сосудистой системы. Орден «Красной звезды»